# Megaselia vernicosa
Megaselia vernicosa är en tvåvingeart som beskrevs av Rudolf Beyer 1966. Megaselia vernicosa ingår i släktet Megaselia och familjen puckelflugor. Inga underarter finns listade i Catalogue of Life.